# Cantone di Fresne-Saint-Mamès
Il Cantone di Fresne-Saint-Mamès era una divisione amministrativa dell'Arrondissement di Vesoul.
A seguito della riforma approvata con decreto del 17 febbraio 2014, che ha avuto attuazione dopo le elezioni dipartimentali del 2015, è stato soppresso.

## Composizione
Comprendeva 15 comuni:
- Beaujeu-Saint-Vallier-Pierrejux-et-Quitteur
- Fresne-Saint-Mamès
- Fretigney-et-Velloreille
- Greucourt
- Mercey-sur-Saône
- Motey-sur-Saône
- La Vernotte
- Le Pont-de-Planches
- Les Bâties
- Sainte-Reine
- Saint-Gand
- Seveux
- Soing-Cubry-Charentenay
- Vellexon-Queutrey-et-Vaudey
- Vezet